# Tramitichromis brevis
Tramitichromis brevis é uma espécie de peixe da família Cichlidae.
Pode ser encontrada nos seguintes países: Malawi, Moçambique e Tanzânia. Seus hábitats naturais são lagos de água doce.